# Constel·lació de la Balança
La Balança (Libra) és la setena constel·lació del zodíac (símbol .) Segons la Unió Astronòmica Internacional el nom, en llatí, de la constel·lació és Libra. És una de les 88 constel·lacions modernes.
És una constel·lació poc lluminosa que no té cap estel de la primera magnitud, situada entre Verge a l'oest i Scorpius a l'est. Com testifiquen els noms dels estel més brillants era part de les urpes de Scorpius. En la mitologia clàssica es considerava que era la balança d'Astrea, la deessa verge de la Justícia. La mateixa deessa era representada per una constel·lació veïna: la Verge.

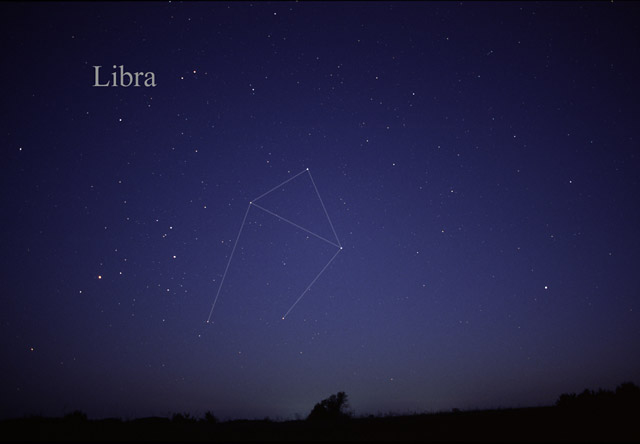
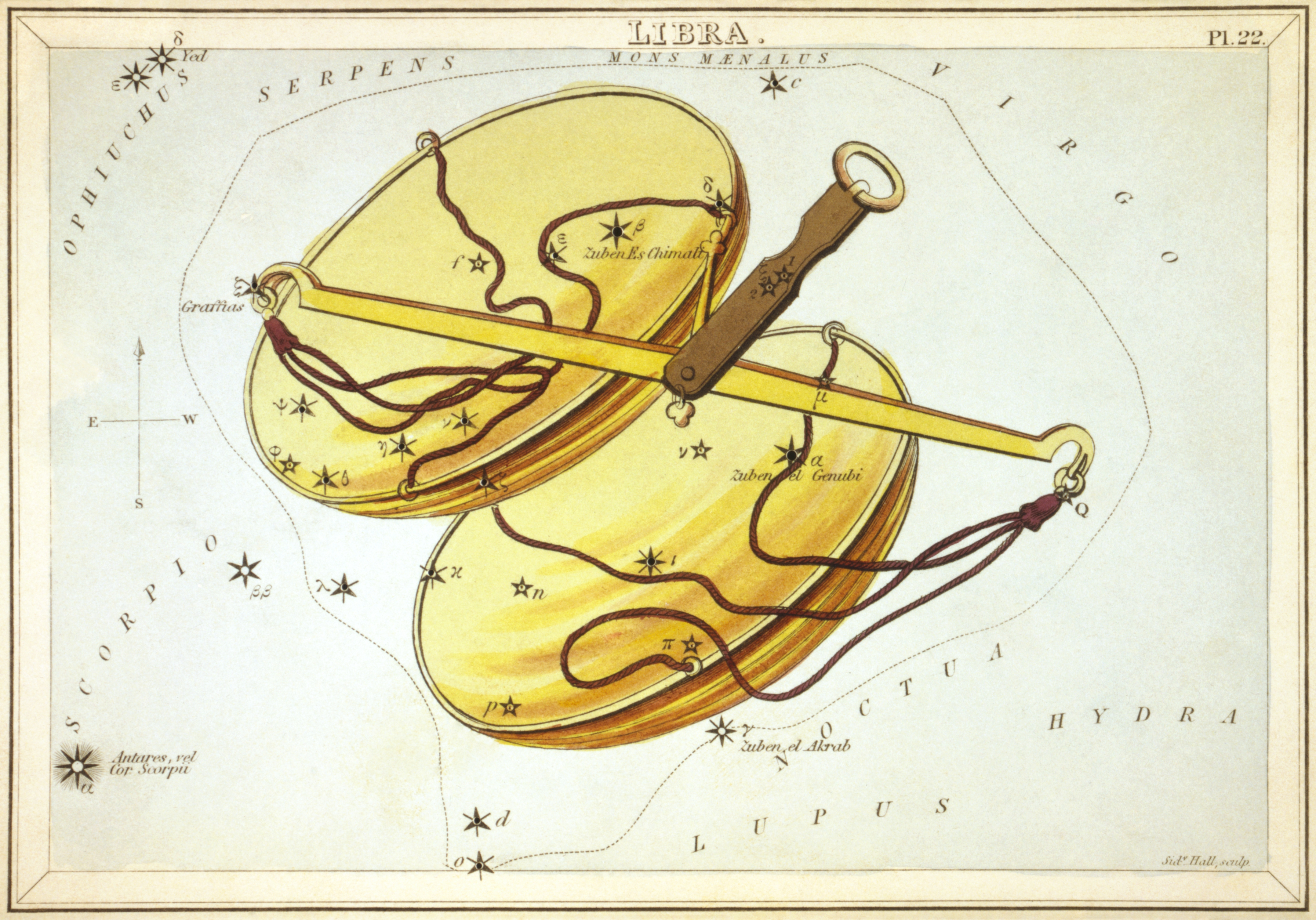

## Característiques destacables

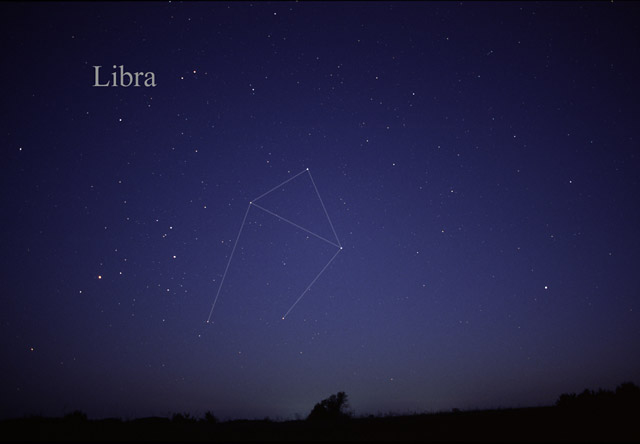
Constel·lació de la Balança (AlltheSky.com)

Zubeneschamali (β Librae), l'estrella més brillant de la constel·lació, és una estrella blanc-blava de la seqüència principal de tipus espectral B8V amb una temperatura efectiva de 11.120 K y 3,85 masses solars.
De característiques molt diferents és Brachium, nom que rep σ Librae, —tercera estrella quant a brillantor—, una gegant vermella de tipus M2.5III i variable semiregular la brillantor del qual fluctua entre magnitud 3,2 i 3,46 al llarg d'un període de 20 dies.
El quart astre més brillant, υ Librae, és una gegant ataronjada —de tipus K3.5III— lleugerament més lluminosa que Arcturus (α Bootis).
El segueix en brillantor τ Librae, estrella blanc-blavosa de tipus espectral B2.5V amb una temperatura de 18.600 K i una lluminositat 1.820 vegades més gran que la del Sol; té una companya estel·lar el període orbital del qual és de 3,3 dies.
Zubenelhakrabi o Zubenelakrab (γ Librae) és una altra gegant, de tipus G8.5III, amb un terç de la lluminositat de υ Librae. Al voltant d'aquesta estrella s'han descobert dos planetes gegants: les seves masses mínimes són 1,02 i 4,58 vegades la de Júpiter, sent els seus períodes orbitals de 415 i 964 dies respectivament.
Una altra estrella amb exoplanetes és 23 Librae, nana groga de tipus espectral G4-G5V, possiblement evolucionant cap a la fase de subgegant, amb una edat de 9.000 milions d'anys. S'han descobert també dos planetes en òrbita al voltant d'aquesta estrella: el primer té un període orbital de 258 dies mentre que el segon, en una òrbita més externa, empra uns 5.000 dies a completar-la.
És notable també el sistema planetari de la nana vermella Gliese 581, situada a 20,5 anys llum: té tres planetes confirmats i dos més sense confirmar.
També al voltant de Gliese 555 —una altra nana vermella lleugerament més propera a la Terra— s'ha descobert un planeta que orbita a 0,727 ua d'ella.
Una altra estrella d'interès és 48 Librae, una estrella amb embolcall catalogada com a B3Vsh que es troba a 470 anys llum de la Terra. Com és habitual en una estrella de les seves característiques, gira sobre si mateixa molt de pressa, amb una velocitat de rotació projectada de 400 km/s, cosa que correspon a un 80% de la velocitat crítica. És també una estrella variable —classificada com variable Gamma Cassiopeiae— la brillantor del qual varia entre magnitud 4,74 i 4,96.
D'altra banda, Gliese 570 és una estrella triple a només 19 anys llum la component principal de la qual és una nana taronja de tipus K4V i variable BY Draconis; una binària composta de dues nanes vermelles completa una òrbita al voltant de la nana taronja cada 2.130 anys. Un quart objecte del sistema és una distant nana marró de tipus T7-8V amb una temperatura de 800 K aproximadament.
A la Balança es localitza HD 140283 —informalment coneguda com a Estrella de Matusalem, en al·lusió al personatge bíblic— una estrella molt antiga que sembla haver-se format poc després del Big Bang. A data del 2021 és l'estrella més vella que es coneix.
HE 1523-0901 és una altra estrella molt antiga —la seva edat es xifra en 13.200 milions d'anys— en aquesta mateixa constel·lació.

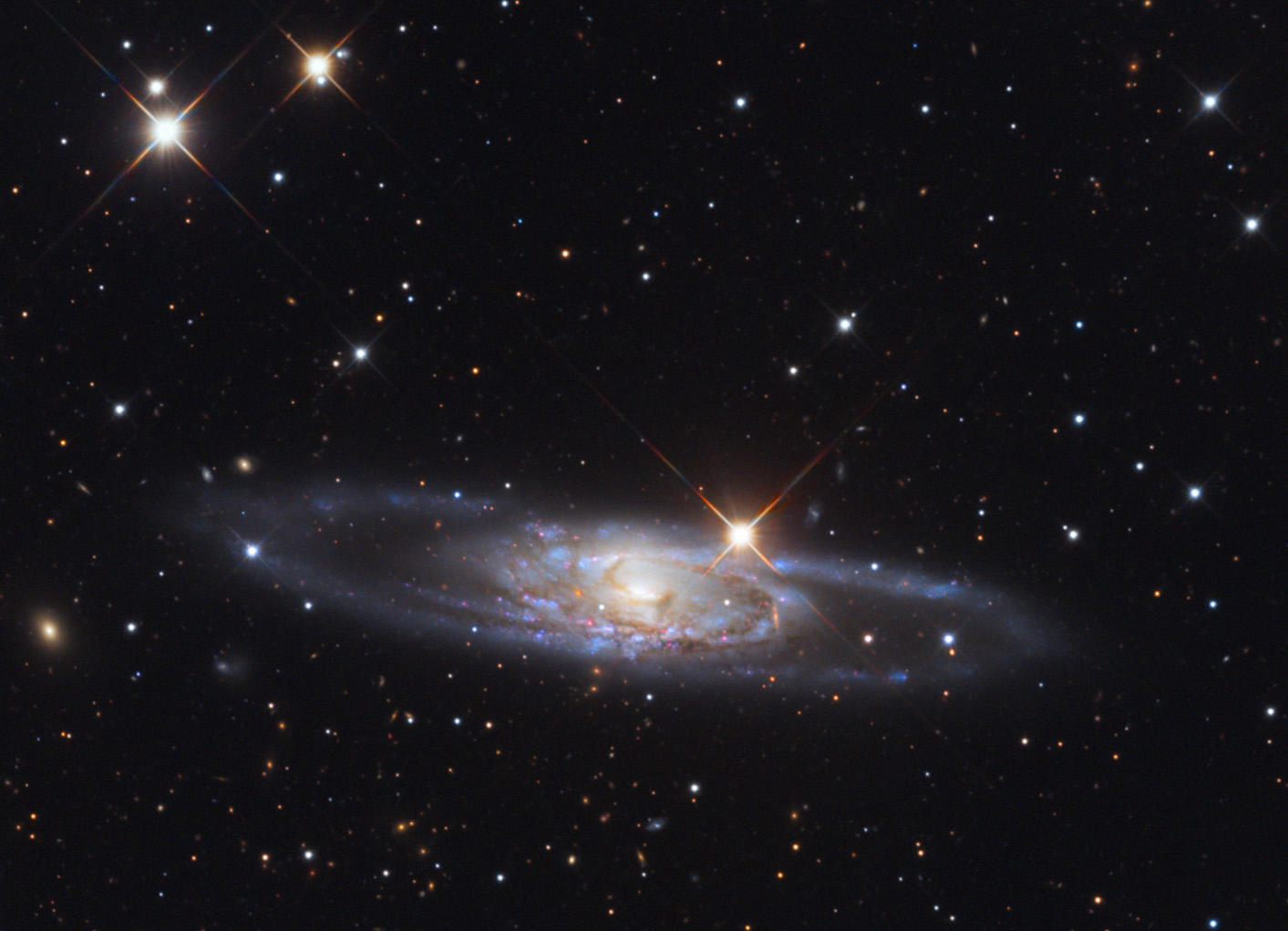
Imatge de la galàxia espiral NGC 5792

Entre els objectes de cel profund en la constel·lació hi ha el cúmul globular NGC 5897.
Es localitza a l'halo galàctic a una distància de 12.500 parsecs, i té un contingut metàl·lic baix.
Es pensa que té l'origen a les restes d'una galàxia primitiva (anomenada Gaia-Enceladus) que es va fusionar amb la nostra Via Làctia durant les seves primeres etapes de formació fa 10.000 milions d'anys.
NGC 5792 és una galàxia espiral a 31,7 milions de pársecs del sistema solar. En llum visible mostra un pseudoanell exterior de 31.500 parsecs de radi i un anell interior de 10.800 pársecs. També a Lliura es troba el Grup de Galàxies de NGC 5903, compost per una trentena de membres, les galàxies del qual més prominents són la pròpia NGC 5903 i NGC 5898. El sistema NGC 5903/NGC 5898 és un exemple de les etapes tardanes en l'evolució d'una agrupació galàctica. Encara que aquestes dues grans galàxies el·líptiques dominen la població de galàxies, encara conserven signes de les fusions i interaccions que les van formar.

## Estrelles principals
Les estrelles principals de Libra formen un rectangle: α i β Librae són els braços de la balança i γ i δ en són les safates.
- α Librae, Zubenelgenubi ("l'urpa del sud"), és una binària visual;
- β Librae, Zubeneschamali ("l'urpa del nord");
- γ Librae, Zuvenelakrab ("l'urpa de l'escorpí")
- δ Librae, una variable eclipsant.

## Mitologia
La constel·lació, que originalment formà part de les pinces de l'escorpí (Scorpio), és la més novella del Zodíac i l'única que no representa una criatura viva. Les estrelles que formen Libra es coneixien en l'astronomia babilònica com a MUL Zibanu (les «balances» o «equilibri»). Les balances eren sagrades per al déu sol Shamash, qui també era el patró de la veritat i la justícia. En els darrers temps a la mitologia grega, Balança es va deixar de representar amb Juli Cèsar i aquesta constel·lació, que es considerava que s'assemblava vagament a unes balances, fou considerada la representació de les balances d'Astrea (identificada amb Virgo), la deessa de la justícia. Des de llavors, les estrelles de Libra també es van associar amb la llei, la justícia i el civisme. Se suggereix que aquesta associació es deu al fet que el Sol recorria aquesta part de l'eclíptica entorn de l'equinocci de tardor, on els dies són iguals que les nits. No obstant això, avui dia aquests moments no coincideixen a causa de la precessió dels equinoccis. En àrab zubānā també significa «pinces d'escorpí», semblant a altres llengües semítiques.
Balança només es va convertir en una constel·lació a l'antiga Roma, on Juli Cèsar va ordenar crear una constel·lació zodiacal pròpia. Balança es va crear a partir de les estrelles que conformaven les pinces d'Escorpí i es va fer eliminar a l'Ofiüc del zodíac perquè es mantinguessin dotze signes. Aquesta és la raó per la qual Libra és l'únic signe que no és un animal, contradient a l'etimologia de zodíac, literalment, roda d'animals.
Com que Lliura fou considerada part de Virgo (com unes balances), i abans d'això una part de Scorpio, no es considerava una entitat diferenciada en el Zodíac. El seu lloc hauria estat ocupat per Boötes, que està molt a prop de l'eclíptica.
Boötes junt amb Ursa Major, Draco, i Ursa Minor, tots a Libra, podrien haver originat el mite de les pomes de les Hespèrides, un dels dotze treballs d'Hèrcules.
Pel que fa a l'astrologia vegeu: Lliura (astrologia).
El catasterisme de la Balança (en grec) Ζυγοί, Zygoí) està clarament suggerit per les seves pròpies representacions. Segons Nigidi Fígul es tractava de «Mosco» (és a dir, Stathmouchos, el «portador de la balança»), l'inventor de les balances i les peses, que va ser elevat al cel a causa del seu poder i pel seu invent excepcionalment útil.